# Comostolopsis rufostellata
Comostolopsis rufostellata är en fjärilsart som beskrevs av Paul Mabille 1900. Comostolopsis rufostellata ingår i släktet Comostolopsis och familjen mätare. Inga underarter finns listade i Catalogue of Life.